# Planaxidae
Planaxidae, comúnmente llamados planáxidos, son una familia taxonómica de pequeños y diminutos moluscos gasterópodos marinos pantropicales de la superfamilia Cerithioidea.

## Distribución
Viven en costas rocosas de la zona litoral de los trópicos y subtrópicos.

## Características
Los planaxidos tienden a agruparse en lugares ocultos y húmedos cuando la marea está baja. Tienen conchas cónicas que se asemejan a los bígaros de la familia Littorinidae, excepto por los canales anteriores anchos y poco profundos. Colocan sus embriones en una cámara detrás de sus cabezas y los liberan al mar como larvas veliger para que formen parte del plancton.

## Taxonomía

### Subfamilias
En la taxonomía de Bouchet & Rocroi (2005) se reconocen las dos subfamilias siguientes:
- Planaxinae Gray, 1850
- Fossarinae A. Adams, 1860 - anteriormente en una familia propia, llamada Fossaridae

#### Planaxinae
Dentro de la subfamilia Planaxinae se encuentran los siguientes géneros:
- † Cabaña Lozouet & Senut, 1985
- Fissilabia Macgillivray, 1836
- Halotapada Iredale, 1936
- Hinea gris, 1847
- Holcostoma H. Adams & A. Adams, 1853
- † Leioplanaxis Lozouet & Maestrati, 1994
- † Orthochilus Cossmann, 1889
- Planaxis Lamarck, 1822
- Simulathena Houbrick, 1992
- Suplanaxis Thiele, 1929

#### Sinónimos
- Angiola Dall, 1926: sinónimo de Hinea Gray, 1847
- Leucostoma Swainson, 1840: sinónimo de Fissilabia MacGillivray, 1836 (no válido: homónimo menor de Leucostoma Meigen, 1803 [Diptera])
- Quoyia Gray, 1839: sinónimo de Fissilabia MacGillivray, 1836

#### Fossarinae
Mientras que en la subfamilia Fossarinae:
- Anafossarus Iredale, 1936
- Chilkaia Preston, 1915
- Fossarus de Filipo, 1841
- Larinopsis JH Gatliff y CJ Gabriel, 1916
- † Medoriopsis Cossmann, 1888
- † Vouastia Raspail, 1909

Sinónimos
- Fossar Gray, 1847: sinónimo de Fossarus Philippi, 1841 (inválido: enmienda injustificada de Fossarus )
- Maravignia Aradas & Maggiore, 1844: sinónimo de Fossarus Philippi, 1841